# Los siete de Gotinga

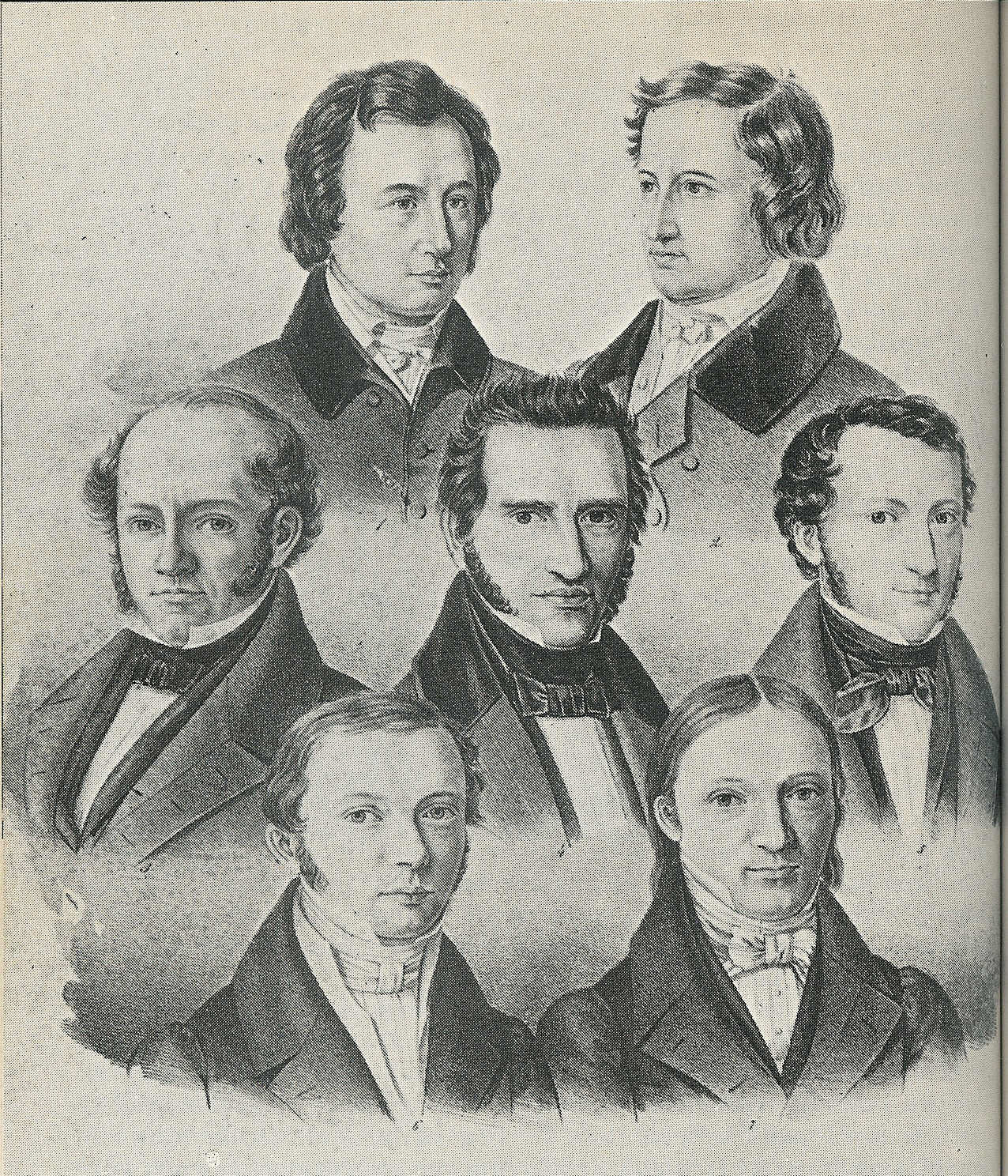
Los siete de Gotinga en una litografía de Carl Rohde. En la parte superior, de izquierda a derecha: Wilhelm Grimm y Jacob Grimm. En centro:Wilhelm Eduard Albrecht, Friedrich Christoph Dahlmann y Georg Gottfried Gervinus. En la fila inferior:Wilhelm Eduard Weber y Heinrich Georg August Ewald.

Los siete de Gotinga (en alemán: "Göttinger Sieben") fueron un grupo de profesores de la Universidad de Gotinga que llevaron a cabo una protesta en 1837 contra las intenciones del rey Ernesto Augusto de abolir o reformar la constitución del Reino de Hanóver, negándose también a prestar el juramento de fidelidad al nuevo monarca. El líder del grupo era Friedrich Christoph Dahlmann. Los otros seis miembros fueron los germanistas Wilhem y Jacob Grimm, el jurista Wilhelm Eduard Albrecht, el historiador Georg Gottfried Gervinus, el físico Wilhelm Eduard Weber y el teólogo y orientalista Heinrich Georg August Ewald.

## Trasfondo histórico
En 1833, tras un prolongado proceso de negociaciones, entró en vigor la "constitución del estado" del Reino de Hanóver. En ellas tomó parte como representante de la Universidad de Gotinga el jurista e historiador Friedrich Christoph Dahlman, que también ocupaba un escaño en la cámara baja del reino. Hanóver pertenecía al grupo de estados constitucionalistas relativamente liberales de la Confederación Germánica. Con la muerte del rey Guillermo IV de Gran Bretaña y Hanóver el 20 de junio de 1837 se puso fin a la unión personal de ambos reinos, que había durado 123 años, al no poder asumir el trono la reina Victoria, debido a que en Hanóver regía la ley sálica. De acuerdo con ésta la corona le correspondía al hermano de Guillermo, Ernesto Augusto. 

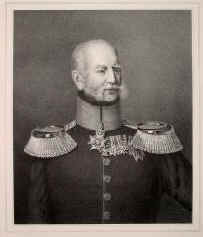
Ernesto Augusto, rey de Hanóver.

Casi a continuación de su coronación, el 5 de julio de 1837 el nuevo monarca efectuó una declaración en la que afirmaba no sentirse vinculado a la nueva constitución del estado, al no haber sido consultado ni haber prestado su consentimiento, sintiéndose en la necesidad de efectuar modificaciones. El 1 de noviembre volvió a resaltar el hecho de que la constitución liberal había sido adoptada hacía tan solo cuatro años. 
Dahlman, uno de los padres de la constitución y firme partidario, intentó entonces llevar a cabo una protesta en oposición a este intento de golpe de Estado tratando de involucrar a toda la universidad y persuadir en primer lugar al senado de la misma para que se resistiera a los cambios propuestos por el rey. Su propósito fracasó debido al deseo de sus otros 41 colegas de evitar los frecuentes conflictos, puesto que simultáneamente se estaban llevando a cabo las celebraciones del centenario de la universidad.
Tan solo firmaron el manifiesto otros seis profesores: el jurista Wilhelm Eduard Albrecht, el teólogo y orientalista Georg Heinrich August Ewald, el historiador Georg Gottfried Gervinus, los eruditos alemanes Jacob y Wilhelm Grimm y el físico Wilhelm Eduard Weber. El escrito, probablemente redactado por Gervinus, tuvo una fuerza incontenible desde el mismo momento de su publicación. Cientos de estudiantes realizaron en pocos días miles de copias, distribuyéndolas por toda Alemania. El 18 de noviembre los siete de Gotinga entregaron el escrito de protesta.

## Despido de los profesores
En ese momento, el que por el aspecto de su rostro aún se podía considerar como joven monarca, adoptó duras medidas de represión: El 4 de diciembre ordenó la comparecencia de los profesores ante el tribunal de la universidad y el 4 de diciembre fueron cesados de sus puestos. A Dahlmann, Gervinus y Jacob Grimm se les dio tres días de plazo para abandonar la universidad y el reino a causa de la difusión del escrito, siendo recibidos en 1840 por el rey Federico Guillermo IV de Prusia y parcialmente rehabilitados de su persecución política. Al resto, de acuerdo con la sentencia, se les permitió continuar en Gotinga tras su despido. De inmediato surgió un movimiento de solidaridad de la población que se materializó en suplir la pérdida de sus salarios mediante donaciones. Por fin se hacía patente que el liberalismo, como movimiento de masas no podría reprimirse mediante órdenes o regulaciones. 
La protesta originada a consecuencia del escrito y su difusión en Alemania fomentó las ideas liberales: Posteriormente Jacob Grim escribía justificando así su decisión de llevar a cabo la protesta:

"La historia nos muestra ejemplos de hombres nobles y libres que se atrevieron a decirle a los reyes la verdad a la cara, que están autorizados a ello por el mero hecho de su coraje. Con frecuencia, su compromiso ha fructificado, y aunque su propósito se haya corrompido, no así sus nombres. Así como sucede en la poesía, la historia nos muestra que los actos de los príncipes no pueden ir contra la justicia. Tales ejemplos sueltan la lengua de sus súbditos, apremiados por la necesidad, y les consuelan con cada solución que aportan."
Jacob Grimm:  Über meine Entlassung. (Sobre mi despido). 1838

En 1848 Jacob Grimm ocupó un lugar de honor en la Asamblea Nacional de Fráncfort. Albrecht, y Dahlmann Gervinus fueron coautores de las iniciativas legislativas. La reputación de la Universidad de Gotinga sufrió mucho tiempo por el despido de estos destacados profesores.

## Impacto de la protesta
A pesar de todo, los efectos de la protesta tuvieron un alcance local e individual limitado: La ciudad y sus habitantes apenas concedieron algún interés a los hechos. El esperado levantamiento por parte de la burguesía liberal contra el golpe de Estado del rey no tuvo lugar. Sin embargo, la cobertura de estos acontecimientos por parte de la prensa en Alemania y en Europa fue enorme. Los efectos a largo plazo fueron inestimables, y viéndolos desde una perspectiva temporal más amplia, aún mayores. A pesar de que los motivos de cada uno de los miembros fueron diferentes y complejos (en el caso de Dahlman, uno de los redactores de la ley fundamental, tenía motivaciones personales para ello), el hecho es que, por haber rehusado prestar el juramento de fidelidad a su soberano arrostrando drásticas consecuencias personales, influyeron en gran medida en el desarrollo del constitucionalismo y el liberalismo en Alemania, siendo este un precedente fundamental para la revolución de 1848 y el "parlamento de profesores" de la Paulskirche (Iglesia de San Pablo). La respuesta de la prensa a este ejemplo de coraje y firmeza en Europa contribuyó decisivamente a la creación de una base liberal en Alemania.

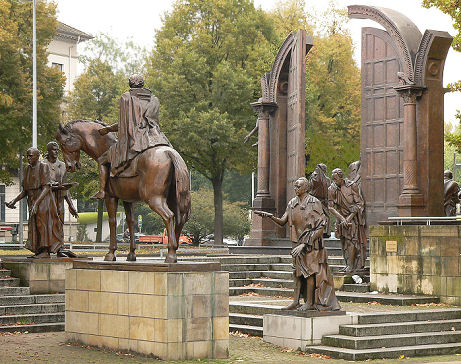
Una perspectiva del conjunto monumental ejecutado en bronce en memoria de los siete de Gotinga, que se encuentra en las proximidades del Palacio del Leine, sede del parlamento del estado federal de la Baja Sajonia, en Hanóver.

Para la ciudad y la Universidad de Gotinga la actuación contra las protestas, y especialmente el despido de los siete, supusieron un serio contratiempo, pues su reputación ante los ciudadanos y ante todas las instancias académicas se hundió. Se hizo cada vez más difícil atraer profesores de calidad a Gotinga, y en consecuencia los estudiantes se desplazaron a otras universidades. En el semestre del invierno de 1847/48 se alcanzó la cifra tremendamente baja de tan solo 582 alumnos matriculados.

## Monumentos conmemorativos
En las proximidades del Leinerschloss (Palacio del Leine), sede del Parlamento del estado federal de la Baja Sajonia se encuentra un gran monumento realizado en bronce por el escultor italiano Floriano Bodini (1933-2005). En Gotinga, el campus de la Universidad Jorge Augusto también recibe el nombre de Platz der Göttinger Sieben (lugar de los siete de Gotinga).